# Maria de Montferrat
Maria de Montferrat (1192 - 1212), que fou reina de Jerusalem (1205 - 1212) amb el nom de Maria I, fou la filla de Conrad I de Montferrat i d'Isabel I de Jerusalem. El seu pare fou mort el 28 d'abril del 1192 a Tir pels Hashshashin. La mare es tornà a casar amb Enric II de Xampanya el 5 de maig, quan ja estava en avançat estat de gestació. Maria va néixer, doncs, pòstumament.
A la mort de la seva mare el 1205, Maria esdevingué reina de Jerusalem. El germanastre de la seva mare Joan d'Ibelin, senyor de Beirut, actuà de regent de Maria.
El 1206 es va pactar el seu matrimoni amb Pere I d'Aragó, si aquest realitzava una expedició a Terra Santa abans del dia de Tots Sants del 1207 i obtenia la dissolució del seu matrimoni amb Maria de Montpeller. El Papa Innocenci III no s'hi avingué i el matrimoni no es dugué a terme.
El 14 de setembre del 1210, Maria es va casar amb Joan de Brienne (v. 1150-1237) a Acre en un matrimoni convingut. La seva filla Violant de Jerusalem (també coneguda com a Isabel) va néixer el 1212, però Maria morí de seguida, probablement a causa de febre puerperal. Joan restà com a regent de la seva filla Violant, ara Reina de Jerusalem.
La línia successòria de Maria s'estroncà el 1268, quan el seu darrer descendent Conradí de Sicília fou executat al sud d'Itàlia. Després d'això, els descendents de la seva germanastra (Alícia de Champagne) esdevingueren hereus del llegat de la Reina Isabel de Jerusalem.

## Avantpassats
| Maria de Montferrat | Pare: Conrad I de Montferrat | Avi patern: Guillem V de Montferrat | Besavi patern: Renyer de Montferrat     |
| Maria de Montferrat | Pare: Conrad I de Montferrat | Avi patern: Guillem V de Montferrat | Besàvia paterna: Gisela de Burgundy     |
| Maria de Montferrat | Pare: Conrad I de Montferrat | Àvia paterna: Judit de Babenberg    | Besavi patern: Leopold III de Babenberg |
| Maria de Montferrat | Pare: Conrad I de Montferrat | Àvia paterna: Judit de Babenberg    | Besàvia paterna: Agnès de Germània      |
| Maria de Montferrat | Mare: Isabel I de Jerusalem  | Avi matern: Amalric I de Jerusalem  | Besavi matern: Fulk de Jerusalem        |
| Maria de Montferrat | Mare: Isabel I de Jerusalem  | Avi matern: Amalric I de Jerusalem  | Besàvia materna: Melisenda de Jerusalem |
| Maria de Montferrat | Mare: Isabel I de Jerusalem  | Àvia materna: Maria Comnena         | Besavi matern: Joan Comnè               |
| Maria de Montferrat | Mare: Isabel I de Jerusalem  | Àvia materna: Maria Comnena         | Besàvia materna: Maria Taronita         |

| Precedit per: Isabel | Reina de Jerusalem 1205-1212 (amb Joan de Brienne, 1210-1212) | Succeït per: Violant |